# Mistrzostwa Polski w Kajakarstwie 2011
73. Mistrzostwa Polski seniorów w kajakarstwie – odbyły się w Poznaniu w dniach 24–26 czerwca 2011.
Mistrzostwa rozgrywane były na Torze Regatowym "Malta".

## Medaliści

### Mężczyźni

#### Kanadyjki
| Konkurencja         | Złoto                                                                            | Czas      | Srebro                                                                        | Czas      | Brąz                                                                                | Czas      |
| C-1 200 m           | Paweł Baraszkiewicz (KS Posnania Poznań)                                         | 40.246    | Andrzej Jezierski (KS Posnania Poznań)                                        | 40.726    | Adam Ginter (KS Spójnia Warszawa)                                                   | 41.062    |
| C-1 500 m           | Roman Rynkiewicz (KS Posnania Poznań)                                            | 1:52.345  | Mariusz Kruk (KS Posnania Poznań)                                             | 1:52.697  | Tomasz Kaczor (KS Warta Poznań)                                                     | 1:53.241  |
| C-1 1000 m          | Paweł Baraszkiewicz (KS Posnania Poznań)                                         | 3:57.805  | Tomasz Kaczor (KS Warta Poznań)                                               | 3:58.413  | Piotr Kuleta (WKS Zawisza Bydgoszcz)                                                | 4:00.349  |
| C-1 5000 m          | Marcin Grzybowski (KS Posnania Poznań)                                           | 23:48.741 | Jakub Sitkowski (KS Spójnia-Warszawa)                                         | 24:06.405 | Bartosz Pławski (KS Admira Gorzów Wlkp.)                                            | 24:31.173 |
| C-1 4 × 200 m relay | KS Posnania Poznań Paweł Baraszkiewicz Marcin Grzybowski Mariusz Kruk Adam Nowak | 2:59.080  | AZS-AWF Gorzów Wlkp. Roman Rynkiewicz Artur Zając Michał Hertel Jakub Koźbiał | 3:03.128  | OKSW Olsztyn Mateusz Kamiński Marcin Krzysztofik Patryk Pawlicki Arkadiusz Toński   | 3:04.088  |
| C-2 200 m           | Paweł Baraszkiewicz Mariusz Kruk (KS Posnania Poznań)                            | 38.073    | Dawid Czernik Tomasz Pospiech (KS AZS AWF Poznań)                             | 39.433    | Michał Hertel Jakub Koźbiał (AZS-AWF Gorzów Wlkp.)                                  | 39.801    |
| C-2 500 m           | Roman Rynkiewicz Łukasz Woszczyński (AZS-AWF Gorzów Wlkp.)                       | 1:45.287  | Wojciech Chudy Artur Zając (AZS-AWF Gorzów Wlkp.)                             | 1:46.695  | Michał Hertel Jakub Koźbiał (AZS-AWF Gorzów Wlkp.)                                  | 1:46.823  |
| C-2 1000 m          | Michał Hertel Jakub Koźbiał (AZS-AWF Gorzów Wlkp.)                               | 3:43.800  | Mateusz Kamiński Arkadiusz Toński (OKSW Olsztyn)                              | 3:44.496  | Wojciech Chudy Artur Zając (AZS-AWF Gorzów Wlkp.)                                   | 3:45.792  |
| C-4 1000 m          | AZS-AWF Gorzów Wlkp. Michał Hertel Jakub Koźbiał Wojciech Chudy Artur Zając      | 3:30.508  | KS Posnania Poznań Piotr Wiśniewski Patryk Albert Adam Nowak Michał Kudła     | 3:31.460  | KS AZS AWF Poznań Paweł Dochniak Tomasz Pospiech Dawid Czernik Przemysław Kaczmarek | 3:31.748  |

#### Kajaki
| Konkurencja         | Złoto                                                                                   | Czas      | Srebro                                                                                          | Czas      | Brąz                                                                                       | Czas      |
| K-1 200 m           | Piotr Siemionowski (WKS Zawisza Bydgoszcz)                                              | 34.951    | Denis Ambroziak (Kayak Sport Club Olsztyn)                                                      | 35.639    | Dawid Putto (UKS Kopernik Bydgoszcz)                                                       | 36.231    |
| K-1 500 m           | Marek Twardowski (SKS Cresovia Białystok)                                               | 1:41.420  | Mariusz Kujawski (WKS Zawisza Bydgoszcz)                                                        | 1:41.772  | Paweł Szandrach (WKS Zawisza Bydgoszcz)                                                    | 1:42.604  |
| K-1 1000 m          | Krzysztof Łuczak (UKS Kormoran Bydgoszcz)                                               | 3:36.495  | Mariusz Kujawski (WKS Zawisza Bydgoszcz)                                                        | 3:37.779  | Rafał Rosolski (KS Admira Gorzów Wlkp.)                                                    | 3:38.511  |
| K-1 5000 m          | Krzysztof Łuczak (UKS Kormoran Bydgoszcz)                                               | 20:35.189 | Arkadiusz Krajewski (KS Admira Gorzów Wlkp.)                                                    | 20:36.373 | Jakub Cebula (AZS-AWF Gorzów Wlkp.)                                                        | 20:53.957 |
| K-1 4 × 200 m relay | WKS Zawisza Bydgoszcz Paweł Siemionowski Sebastian Szypuła Piotr Mazur Mariusz Kujawski | 2:34.318  | Kayak Sport Club Olsztyn Denis Ambroziak Karol Marcinkjan Krzysztof Wroniewicz Michał Zwoliński | 2:36.942  | KS Admira Gorzów Wlkp. Mateusz Bochenek Grzegorz Błęka Marcin Nickowski Rafał Soiński      | 2:38.990  |
| K-2 200 m           | Piotr Siemionowski Piotr Mazur (WKS Zawisza Bydgoszcz)                                  | 33.475    | Dawid Putto Mateusz Grabowiecki (UKS Kopernik Bydgoszcz)                                        | 33.699    | Denis Ambroziak Karol Marcinkjan (Kayak Sport Club Olsztyn)                                | 33.715    |
| K-2 500 m           | Marcin Nickowski Jakub Cebula (AZS-AWF Gorzów Wlkp.)                                    | 1:34.537  | Wojciech Pennellier Paweł Florczak (WTS Astoria Bydgoszcz)                                      | 1:34.633  | Tomasz Olszewski Łukasz Jędrzejczak (KS Posnania Poznań)                                   | 1:34.841  |
| K-2 1000 m          | Mariusz Kujawski Rafał Maroń (WKS Zawisza Bydgoszcz)                                    | 3:17.123  | Rafał Rosolski Arkadiusz Krajewski (KS Admira Gorzów Wlkp.)                                     | 3:17.819  | Wojciech Pennellier Paweł Sierocki (WTS Astoria Bydgoszcz)                                 | 3:21.811  |
| K-4 1000 m          | WKS Zawisza Bydgoszcz Paweł Szandrach Sebastian Szypuła Wojciech Pietrzak Paweł Baumann | 3:01.939  | KS Posnania Poznań Tomasz Olszewski Łukasz Jędrzejczak Mateusz Olejniczak Bartosz Stabno        | 3:02.543  | KS Admira Gorzów Wlkp. Sławomir Siwiec Jacek Skowroński Rafał Rosolski Arkadiusz Krajewski | 3:03.223  |

### Kobiety

#### Kajaki
| Konkurencja         | Złoto                                                                                    | Czas      | Srebro                                                                                   | Czas      | Brąz                                                                                      | Czas      |
| K-1 200 m           | Marta Walczykiewicz (KTW Kalisz)                                                         | 41.041    | Karolina Naja (AZS-AWF Gorzów Wlkp.)                                                     | 41.553    | Ewelina Wojnarowska (KS Warta Poznań)                                                     | 41.969    |
| K-1 500 m           | Ewelina Wojnarowska (KS Warta Poznań)                                                    | 1:52.810  | Aneta Konieczna (KS Posnania Poznań)                                                     | 1:53.114  | Marta Walczykiewicz (KTW Kalisz)                                                          | 1:53.802  |
| K-1 1000 m          | Małgorzata Wardowicz (KS Posnania Poznań)                                                | 4:05.030  | Edyta Dzieniszewska (AKS Sparta Augustów)                                                | 4:05.430  | Magdalena Krukowska (UKS Kopernik Bydgoszcz)                                              | 4:08.414  |
| K-1 5000 m          | Magdalena Klima (KS Spójnia-Warszawa)                                                    | 24:45.642 | Patrycja Horodyńska (KS Warta Poznań)                                                    | 25:09.258 | Anna Włosik (KKW Kraków)                                                                  | 26:12.362 |
| K-1 4 × 200 m relay | WKS Zawisza Bydgoszcz Anna Werner Sara Jasińska Joanna Bruska Aleksandra Górna           | 3:01.845  | UKS Kopernik Bydgoszcz Laura Kryger Beata Mikołajczyk Magdalena Krukowska Marta Roszczyn | 3:02.181  | AZS-AWF Gorzów Wlkp. Karolina Naja Paulina Wiewióra Agnieszka Kowalczyk Joanna Tarasewicz | 3:03.349  |
| K-2 200 m           | Agnieszka Kowalczyk Paulina Wiewióra (AZS-AWF Gorzów Wlkp.)                              | 40.218    | Marta Tracz Anna Werner (WKS Zawisza Bydgoszcz)                                          | 40.802    | Marta Walczykiewicz Klaudia Kujawa (KTW Kalisz)                                           | 41.346    |
| K-2 500 m           | Beata Mikołajczyk Magdalena Krukowska (UKS Kopernik Bydgoszcz)                           | 1:44.933  | Aleksandra Górna Joanna Bruska (WKS Zawisza Bydgoszcz)                                   | 1:47.669  | Małgorzata Wardowicz Aneta Konieczna (KS Posnania Poznań)                                 | 1:48.149  |
| K-2 1000 m          | Agnieszka Kowalczyk Paulina Wiewióra (AZS-AWF Gorzów Wlkp.)                              | 3:47.634  | Laura Kryger Marta Roszczyn (UKS Kopernik Bydgoszcz)                                     | 3:55.686  | Karolina Pielin Alicja Rydzewska (KS Posnania Poznań)                                     | 3:58.074  |
| K-4 500 m           | UKS Kopernik Bydgoszcz Beata Mikołajczyk Laura Kryger Magdalena Krukowska Marta Roszczyn | 1:39.330  | WKS Zawisza Bydgoszcz Marta Tracz Sara Jasińska Joanna Bruska Aleksandra Górna           | 1:39.570  | AZS-AWF Gorzów Wlkp. Karolina Naja Paulina Wiewióra Agnieszka Kowalczyk Joanna Tarasewicz | 1:39.778  |
| C-1 200 m           | Maja Madziewicz (OKSW Olsztyn)                                                           | 57.292    | Dorota Kozakiewicz (UKS Koszałek Opałek Węgorzewo)                                       | 1:00.788  | Magda Stanny (MOSM Tychy)                                                                 | 1:04.156  |